# Steinfurther Rosenfest
Das Steinfurther Rosenfest ist ein mehrtägiges Volksfest im Rosendorf Steinfurth im Wetteraukreis in Hessen, das alle zwei Jahre im Juli an einem Wochenende gefeiert wird. Veranstaltet wird das Fest vom Magistrat der Stadt Bad Nauheim. Seit 2005 finden zudem in allen ungeraden Jahren die Steinfurther Rosentage statt, für die sich die noch ansässigen Rosenbetriebe und das Rosenmuseum in Steinfurth verantwortlich zeigen.
Das 48. Rosenfest fand vom 19. bis 21. Juli 2024 statt und wurde von über 20.000 Menschen besucht.

## Geschichte
Die Anfänge des Rosenfests gehen bis in das Jahr 1911 zurück. Damals begannen ortsansässige Rosengärtner damit, ihre angebauten Rosen in Ausstellungen besonders zu präsentieren und einer breiten Öffentlichkeit zugänglich zu machen, die das Angebot rege annahm. Die erste Rosen-Blumenschau fand damals in der Gaststätte Darmstädter Hof statt, die heute einem Blumengeschäft gewichen ist. Seit 1926 findet die Rosenschau im Rosensaal statt, einer eigens für diesen Zweck errichteten Halle.
Auf Anregung von amerikanischen Besatzungsbehörden fanden 1949 nach dem Zweiten Weltkrieg in zahlreichen Regionen Volksfeste statt – so auch das erste offizielle Rosenfest in Steinfurth. Bei dessen erstmals veranstaltetem Rosenkorso fuhr Hedwig Metzler im offenen Auto des Bürgermeisters mit und wurde von vielen Gästen im Publikum als „Rosenkönigin“ bezeichnet. Diese Idee wurde bereits zum nächsten Rosenfest im Jahr 1950 umgesetzt und Metzler wurde die erste Steinfurther Rosenkönigin. Ab 1951 wurden im Vorlauf zum Rosenfest junge Steinfurther Frauen gesucht, die nach einer öffentlichen Wahl durch das gesamte Dorf die Nachfolge für ein Jahr antraten. Im Laufe der Zeit wurde diese öffentliche Wahl abgeschafft, die Anwärterinnen auf das Amt der Rosenkönigin werden seitdem direkt einem Ausschuss vorgeschlagen.
Bis 1970 wurde das Rosenfest jedes Jahr gefeiert. Da im Laufe der Zeit Organisation und Aufbau zunehmend komplexer wurden, findet das Fest seit 1970 nur noch alle zwei Jahre (in geraden Jahreszahlen) statt. Seit 1978 wird der Steinfurther Rosenring an Personen verliehen, die sich „besondere Verdienste um die Rosen erworben“ haben.
Um den seit 2002 rückläufigen Besucherzahlen entgegenzuwirken, haben die Veranstalter ab dem Rosenfest 2008 zahlreiche Änderungen vorgenommen, die den Fokus des Festes wieder mehr auf die Rose richten sollen. So wurden 2008 neben der Rosenandacht auch der Rosenmarkt eingeführt, der sich zu diesem Zeitpunkt noch auf dem Festgelände erstreckte und somit Platz für andere Schausteller und Fahrgeschäfte wegnahm. Seit 2012 findet der Rosenmarkt vollständig abseits des Festplatzes in den Nebenstraßen zum Steinfurther Rosenmuseum statt.
Seit dem Jahr 2024 wird der Rosenmarkt vom Rosenband abgelöst, welches die Besucher vom Festgelände über die nunmehr gesperrten Straßen Steinfurths bis hin zum Rosenmuseum leiten und zu einem Besuch des Ortskerns verleiten soll. Zudem finden die Feierlichkeiten nur noch an drei Tagen statt, wodurch das Rosenfest mit der Prämierung der Korso-Prunkwagen und einem Feuerwerk am Sonntagabend einen Tag früher ausklingt.

## Rosenausstellung
Im Rahmen des Rosenfestes präsentieren die Steinfurther Rosenanbauern eine Vielzahl neuer und beliebter Züchtungen und stellen diese in besonders gestalteten Arrangements aus. Seit dem Rosenfest 2010 wird die Rosenschau genannte Ausstellung vom Grünberger Bildungszentrum für Floristik entworfen und geplant. Hierzu wird sowohl der Ausstellungssaal als auch das Außengelände zu jedem Rosenfest mit einem bestimmten Motto geschmückt. Auf der Empore des Saals werden zudem eine Vielzahl von Rosenarten zur Schau gestellt.
Am 13. Juli 2012 wurde auf Vorschlag einer Standesbeamtin der Stadt Bad Nauheim erst- und einmalig im Ambiente der Rosenschau eine Trauung vollzogen, da das Thema 2012 „Brautschmuck“ lautete und es sich bei der Braut um die Steinfurther Enkelin eines Rosenzüchters handelte.
Seit dem Jahr 2024 zeichnen wieder die Steinfurther Rosenbetriebe für die Gestaltung der Ausstellung verantwortlich, die seitdem den Namen Rosenwelten trägt.

## Rosenkönigin
Die Steinfurther Rosenkönigin hält bei der Eröffnung des Fests neben dem Bürgermeister eine Rede und eröffnet im Anschluss die Rosenschau im Rosensaal. Zusammen mit ihren zwei Rosenprinzessinnen vertritt sie während des Rosenfests und ihrer zweijährigen Regentschaft Steinfurth und die Stadt Bad Nauheim bei einer Vielzahl von Festen im Aus- und Umland.
Traditionell findet die Inthronisation der Rosenkönigin im Frühjahr des Rosenfestjahres statt. Nach Gesprächen mit den durch einen Ausschuss vorgeschlagenen Anwärterinnen auf das Amt bestimmt dieser schließlich die Rosenkönigin.
2023 wurde Nikola Pfeiffer als Rosenkönigin inthronisiert.

## Rosenkorso

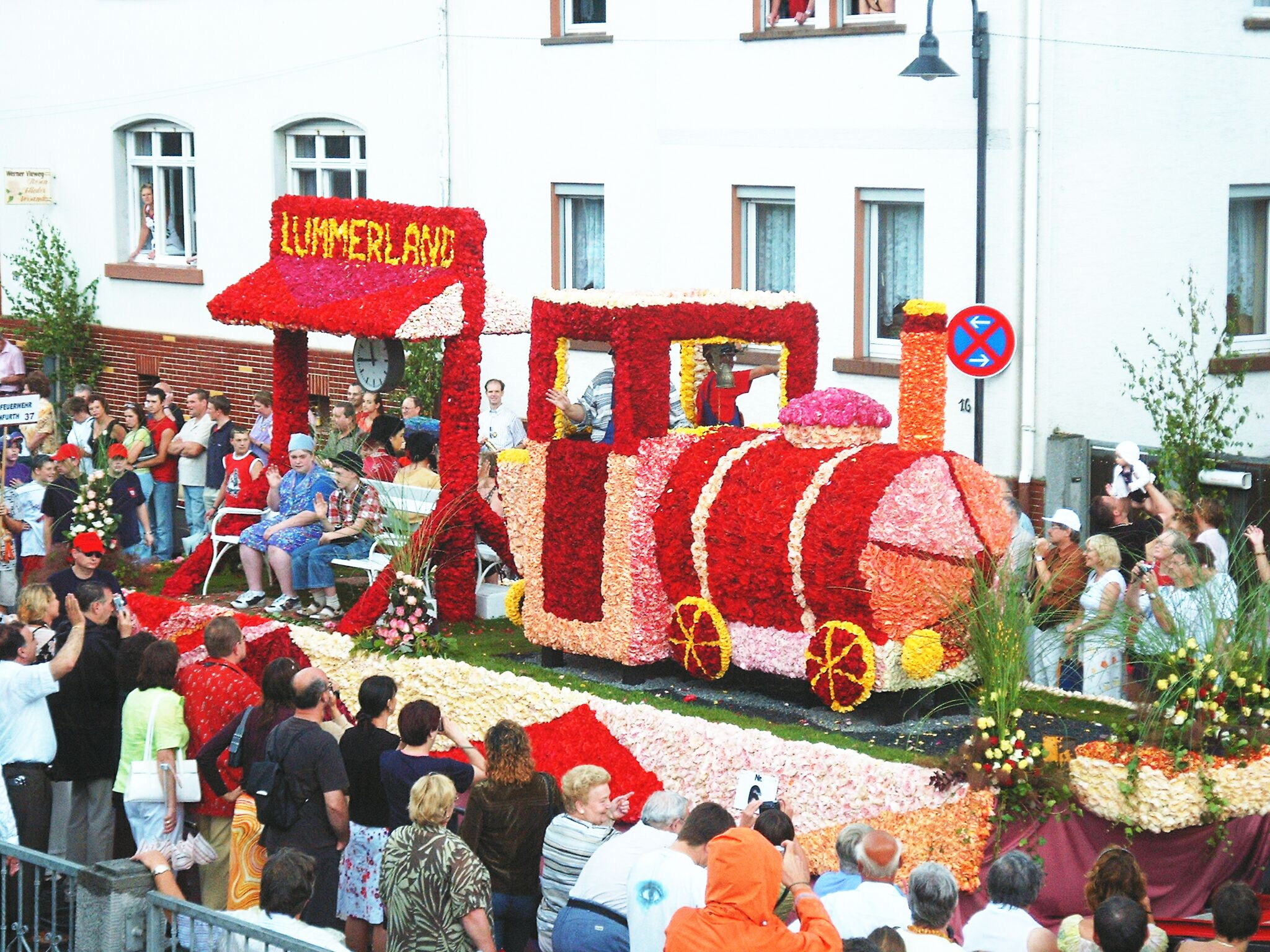
Steinfurther Rosenfest – Motivwagen mit ca. 60.000 Rosenblüten

Traditioneller Höhepunkt der Veranstaltung ist der Rosenkorso, ein Festumzug, in dem große Motivwagen (die sog. „Rosenprunkwagen“) zu sehen sind, die aus mehreren hunderttausend Rosenblüten gestaltet werden. Der Korso findet am Sonntag des Festwochenendes um 14 Uhr statt und verläuft durch einen Großteil der Steinfurther Straßen.
Entwurf und Bau der Wagen obliegen den ortsansässigen Vereinen, die bereits viele Monate vor dem Fest mit Planung und Umsetzung ihrer Ideen beginnen und große Anstrengungen in die detailverliebte Ausführung der riesigen Blumengestecke investieren. Die nur wenige Stunden lang haltbaren Rosenblüten werden unmittelbar vor dem Fest gepflückt, einzeln auf Drahtstiften befestigt und von zahlreichen Helfern in der Nacht vor dem Festumzug von Hand in die mit Moos überzogenen Holzkonstruktionen der Motivwagen gesteckt. Zwischen den einzelnen Rosenprunkwagen laufen Fußgruppen von Vereinen aus der Umgebung und bieten teilweise Musik, Tanz oder sonstige Kunststücke dar. Außerdem sind im Korso oftmals Repräsentanten anderer Feste wie die Rosenkönigin aus Bad Langensalza oder das Hessentagspaar vertreten. Der Rosenkorso 2022 bestand aus 55 Positionen, davon acht Rosenprunkwagen und der Wagen der Rosenkönigin.
Der Korso wurde bis 2006 vom Hessischen Rundfunk im hr-fernsehen übertragen und von Michaele Scherenberg und Karl-Heinz Stier moderiert. In die Kritik geriet die Übertragung insbesondere durch den Organisator des Umzugs, da der Korso wegen Interviews mit der Rosenkönigin und anderen Beteiligten mehrmals angehalten werden musste. Dies veranlasste einige Besucher, die Veranstaltung schon frühzeitig zu verlassen.
Im Vorfeld des Rosenfests 2014 hatte der TÜV Hessen alle für die Teilnahme am Korso vorgesehenen Wagen als fahruntauglich befunden. Er berief sich dabei auf die Zweite Verordnung über Ausnahmen von straßenverkehrsrechtlichen Vorschriften vom 28. Februar 1989, in der Besonderheiten der Ausrüstung und den Betrieb von Fahrzeugen für den Einsatz bei Brauchtumsveranstaltungen geregelt sind. Die Organisatoren des Rosenkorso und die einzelnen Steinfurther Vereine haben nach einer Reihe von vom TÜV abgelehnten Alternativen und der Idee eine sog. Stehkorsos in den Höfen entlang der Korsostrecke schließlich auf unterschiedlichen Wegen neue Wägen erstanden.
Entgegen der bisherigen Tradition, dass nur Steinfurther Vereine Prunkwagen für den Rosenkorso bauen und mit Rosen schmücken, beteiligte sich 2016 erstmals eine Gruppe privater Personen am Bau eines Wagens.

## Weiteres Rahmenprogramm

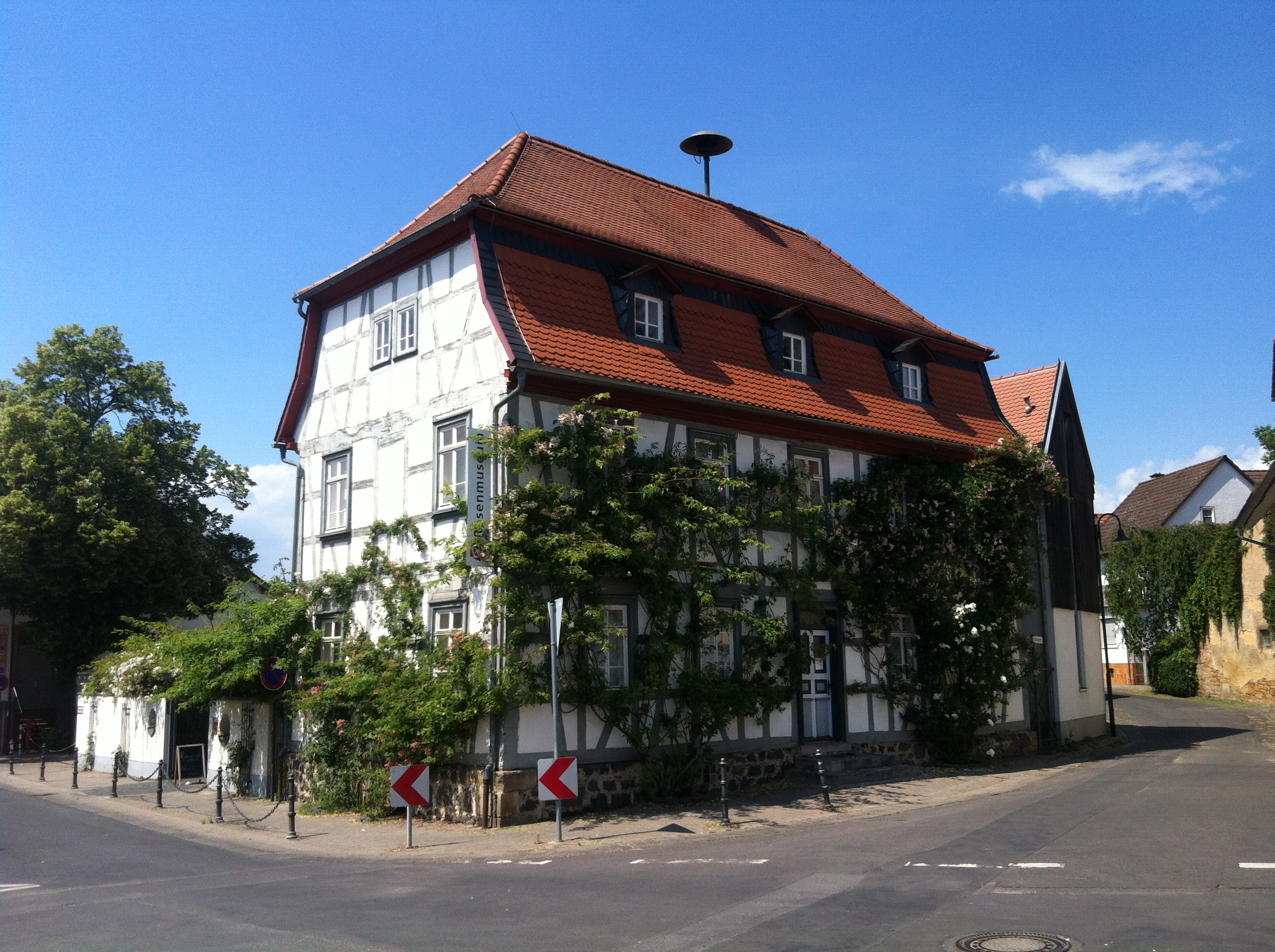
Steinfurther Rosenmuseum

Auf dem Gelände des Sportplatzes gegenüber dem Rosensaal befindet sich während der Veranstaltungstage neben dem Rosenzelt mit Bewirtung und Live-Musik ein großer Festplatz mit Fahrgeschäften und Imbissbuden.
Am Sonntag des Festwochenendes findet im Rosenzelt eine evangelische Rosenandacht durch den örtlichen Pfarrer statt. Während des Rosenfests ist zudem die evangelische Kirche im Mittelpunkt des Dorfes unweit des Löw'schen Schlosses als Rosenkirche geöffnet und mit einer Vielzahl von Rosen geschmückt.

## Rosen-Express
Die Eisenbahnfreunde Wetterau bieten am Korso-Sonntag einen Rosen-Express an, der alle 30 Minuten auf der sonst nur als Museumsbahn genutzten Strecke der Butzbach-Licher Eisenbahn verkehrt. Zugestiegen werden kann in Bad Nauheim Nord, Steinfurth, Oppershofen und Rockenberg.

## Zukunft
Die Zukunft des Rosenfests ist angesichts der sinkenden Zahl von Rosenbetrieben in Steinfurth nicht gesichert. Zum Rosenfest 2018 wurden im Vorfeld einige Veränderungen, auch im Hinblick auf das Jubiläum zu „150 Jahren Steinfurther Rosen“ erwartet und von einer Gruppe Steinfurther Bürger, der „Zukunftswerkstatt“, diskutiert und entwickelt. Auch über einen Verzicht des Rosenzelts und des Festplatzes wurde nachgedacht. So sollte die Rosenschau bei diesen Gedankenspielen Platz für Musikveranstaltungen machen und in die Ausstellungsräume eines Anbaubetriebs umziehen. Auch wenn die Zahl der Rosenbetriebe weiterhin rückläufig ist, hat man sich zum Jubiläum bis auf den Wegfall der Parkgebühren zu keinen weiteren Änderungen am Fest entschieden.